# Filip Starzyński

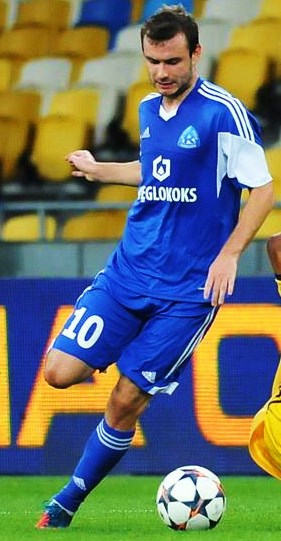
Filip Starzyński (2014)

Filip Starzyński [filip stařiňski] (* 27. května 1991, Štětín, Polsko) je polský fotbalový záložník a reprezentant, od roku 2015 hráč klubu KSC Lokeren, od ledna 2016 na hostování v polském Zagłębie Lubin.

## Klubová kariéra
- Wicher Przelewice (mládež)
- Salos Szczecin (mládež)
- Ruch Chorzów 2012–2015
- KSC Lokeren 2015–
- →  Zagłębie Lubin (hostování) 2016–

## Reprezentační kariéra
Starzyński byl členem polské reprezentace U21.
V polském národním A-mužstvu debutoval 7. 9. 2014 v kvalifikačním utkání na EURO 2016 proti týmu Gibraltaru (výhra 7:0). Tato kvalifikace byla pro Poláky úspěšná, dokázali postoupit na EURO 2016 ve Francii z druhého místa ve skupině.
Trenér Adam Nawałka jej zařadil do závěrečné 23členné nominace na EURO 2016 ve Francii.